# Bisbat d'Uijongbu
El bisbat d'Uijeongbu (llatí: Dioecesis Uiiongbuensis) és una diòcesi de l'Església catòlica a Corea del Sud, sufragània de l'arquebisbat de Seül. El 2010 tenia 235.504 batejats sobre una població de 2.644.000 habitants. Actualment està dirigida pel bisbe Peter Lee Ki-heon.

## Territori
La ciutat comprèn les ciutats de Goyang, Guri, Namyangju, Dongducheon, Yangju, Uijeongbu, Paju i el comtat de Yeoncheon, a la província de Gyeonggi, a Corea del Sud.
La seu episcopal es troba a la ciutat d'Uijeongbu, on es troba la catedral del Sagrat Cor de Maria.
El territori està dividit en 66 parròquies.

## Història
La diòcesi va erigir-se el 24 de juny de 2004 mitjançant la butlla Animarum saluti del Papa Joan Pau II, a partir de territori de l'arquebisbat de Seül.

## Cronologia episcopal
- Joseph Lee Han-taek, S.J. (5 de juliol de 2004 – 26 de febrer de 2010 retirat)
- Peter Lee Ki-heon, des del 26 de febrer de 2010

## Estadístiques
A finals del 2020, la diòcesi tenia 315.620 batejats sobre una població de 3.110.370 persones, equivalent al 10,1% del del total.
| any  | població | població  | població | sacerdots | sacerdots       | sacerdots       | sacerdots             | diàques | religiosos | religiosos | parroquies |
| ---- | -------- | --------- | -------- | --------- | --------------- | --------------- | --------------------- | ------- | ---------- | ---------- | ---------- |
| any  | batejats | total     | %        | total     | clergat secular | clergat regular | batejats por sacerdot | diàques | homes      | dones      |            |
| 2004 | 161.872  | 2.311.858 | 7,0      | 67        | 67              |                 | 2.416                 |         |            | 60         | 51         |
| 2005 | 156.770  | 2.337.729 | 6,7      | 121       | 121             |                 | 1.295                 |         | 1          | 60         | 55         |
| 2010 | 235.504  | 2.644.000 | 8,9      | 155       | 146             | 9               | 1.519                 |         | 27         | 190        | 66         |
| 2014 | 278.836  | 2.956.276 | 9,4      | 177       | 166             | 11              | 1.575                 |         | 32         | 220        | 74         |
| 2017 | 297.502  | 3.114.536 | 9,6      | 186       | 170             | 16              | 1.599                 |         | 34         | 243        | 78         |
| 2020 | 315.620  | 3.110.370 | 10,1     | 202       | 183             | 19              | 1.562                 |         | 41         | 263        | 81         |